# Kittipol Paphunga
Kittipol Paphunga (thailändisch กิตติพล ปาภูงา; * 2. November 1983 in Roi Et) ist ein ehemaliger thailändischer Fußballspieler.

## Karriere
Kittipol Paphunga erlernte das Fußballspielen in der Jugendmannschaft von Chula United. Hier unterschrieb er  2005 auch seinen ersten Vertrag. Der Verein aus der thailändischen Hauptstadt Bangkok spielte in der zweiten Liga, der Thai Premier League Division 1. Am Ende der Saison stieg er mit dem Verein in die dritte Liga ab. Ein Jahr später wurde man Meister der dritten Liga, der Regional League Division 2, und stieg somit wieder in die zweite Liga auf. Im darauffolgenden Jahr wurde er mit dem Klub Vizemeister der zweiten Liga und stieg in die erste Liga auf. 2009 wechselte er zum Ligakonkurrenten BEC Tero Sasana FC. Hier stand er bis Mitte 2010 unter Vertrag. Zur Rückserie 2010 wechselte er zum ebenfalls in der ersten Liga spielenden Muangthong United. Mit dem Verein aus Pak Kret wurde er Ende 2010 thailändischer Meister. Die Saison 2011 wurde er an den Suphanburi FC nach Suphanburi ausgeliehen. 2012 kehrte er zu Muangthong zurück und feierte Ende 2012 wieder die Meisterschaft. Anfang 2013 unterschrieb er einen Einjahresvertrag beim Erstligisten Bangkok United. Mit dem Bangkoker Verein spielte er viermal in der ersten Liga. Die Hinserie 2014 stand er für Air Force Central auf dem Spielfeld. Zur Rückserie wechselte er nach Chiangmai, wo er sich dem Zweitligisten Chiangmai FC anschloss. 2016 verpflichtete ihn der Zweitligist Ubon UMT United. Mit dem Verein aus Ubon Ratchathani wurde er am Ende der Saison Vizemeister und stieg in die erste Liga auf. Nach dem Aufstieg beendete er seine Karriere als aktiver Fußballspieler.

## Erfolge
Chula United
- Regional League Division 2: 2006
- Thailändischer Zweitligavizemeister: 2007

BEC-Tero Sasana FC
- Thailändischer Pokalfinalist: 2009

Muangthong United
- Thailändischer Meister: 2010, 2012

Ubon UMT United
- Thailändischer Zweitligavizemeister: 2016  ▲